# Psychotria moliwensis
Psychotria moliwensis là một loài thực vật có hoa trong họ Thiến thảo. Loài này được Bridson & Cheek mô tả khoa học đầu tiên năm 2002.